# 浦浜村
浦浜村（うらはまむら）は、かつて新潟県西蒲原郡にあった村。1955年1月1日の合併によって消滅し、現在は新潟市西蒲区五ヶ浜・角海浜に当たる。
以下の記述は合併直前当時の旧浦浜村に関しての記述であり、現在では名称等が異なる場合がある。なお、ここに記述されていない内容に関しては新潟市などの記事を参照。

## 地理
- 西側は日本海に面する。

## 沿革
- 1901年（明治34年）11月1日 - 西蒲原郡五ヶ浜村、角海浜村が合併し、浦浜村が発足。
- 1955年（昭和30年）1月1日 - 西蒲原郡巻町、峰岡村、松野尾村、角田村、漆山村と合併し、巻町を新設して消滅。